# Резолюция 171 на Съвета за сигурност на ООН
Резолюция 171 на Съвета за сигурност на ООН е приета на 9 април 1962 г. по повод конфликта в Палестина.
След като изслушва доклада на началник-щаба на Организацията на ООН за примирието в Близкия изток, отнасящ се до военните действия в района на Галилейското езеро и в демилитаризираната зона от 16-17 март 1962 г., и като изслушва становищата на постоянните представители на Израел и Сирия по въпроса, с Резолюция 171 Съветът за сигурност изказва безпокойството си от тези събития, които представляват нарушение на Общото примирие между Израел и Сирия, и постановява, че действията на Израел от 16-17 март 1962 г. са пряко нарушение на Резолюция 111 на Съвета за сигурност от 1956 г.. Резолюцията призовава страните да изпълняват задълженията си съгласно Общото споразумение за примирие между Израел и Сирия, да съдействат на началник-щаба на Организацията на ООН за примирието в усилията му да предотврати каквито и да е нарушения на подписаното споразумение, и да се ползват активно от услугите на Смесената комисия по примирието.
Резолюция 171 е приета с мнозинство от 10 гласа „за“, като представителят на Франция гласува „въздържал се“.